# Lomatia hirsuta
Lomatia hirsuta là một loài thực vật có hoa trong họ Quắn hoa. Loài này được (Lam.) Diels miêu tả khoa học đầu tiên năm 1937.